# Saint-Aignan-des-Noyers
Saint-Aignan-des-Noyers è un comune francese di 101 abitanti situato nel dipartimento del Cher, nella regione del Centro-Valle della Loira.

## Monumenti e luoghi d'interesse
- La Chiesa, risalente al XIX secolo
- L'antico borgo medievale di Venoux (monumento storico).

## Società

### Evoluzione demografica
Abitanti censiti